# مادر دوستت دارم
مادر دوستت دارم فیلمی به کارگردانی داریوش کوشان و نویسندگی جمشید صداقت‌نژاد محصول سال ۱۳۵۴ است.

## بازیگران
- دینامیک
- داریوش معینی
- شهرام ثمینی پور
- فریده بیات
- محمد بانکی
- علیرضا قوامی
- شادی
- مطلق
- فیروزی
- علی میری